# Louise Otis
Louise Otis (Matane, 1951- ), ancienne juge de la Cour d'appel du Québec, est présidente du tribunal administratif de l’OCDE et et du tribunal administratif de l'OTAN. Elle est également membre du tribunal administratif de l’EUMETSAT. Elle a conçu et implanté dans une cour d'appel l'un des premiers systèmes de médiation judiciaire au monde.

## Biographie
Née à Matane en 1951, diplômée de la Faculté de droit de l'Université Laval et membre du Barreau du Québec depuis 1975, elle se spécialise en droit du travail et en droit administratif, et intervient comme avocate auprès des grands syndicats canadiens. En 1990, elle est nommée juge à la Cour supérieure du Québec puis en 1993 à la Cour d'appel. Appelée à y traiter des affaires concernant aussi bien le droit civil, droit criminel ou droit familial, elle constate et déplore[réf. souhaitée] dans ce dernier type de dossiers que de nombreux justiciables s'endettent pour voir leur affaire jugée. Elle met en place un système original de médiations[réf. souhaitée] judiciaires supervisées par des juges, tout en garantissant l'indépendance entre la procédure de médiation et un éventuel procès si la procédure échoue. Après une phase pilote de deux ans où elle est en butte aux critiques et à l'hostilité des juges craignant de perdre leur pouvoir, son système devient permanent au Québec, et il est finalement adopté par ses homologues. Par la suite, il s'étend à l'ensemble du Canada et sert de modèle à des initiatives françaises et belges. Elle y est appelée ainsi qu'en Haïti, au Brésil, en Russie et en Chine pour former des juges médiateurs partout au Canada.
En 2007, elle contribue à la création d'un nouveau système de justice administrative à l'ONU en collaboration avec Mary Gaudron (en), juge à la Haute Cour d'Australie. Ce système de médiation a recours à des ombudsmen et à des greffiers qui se déplacent pour entendre les différentes causes,. En 2011, elle reçoit la médaille du Barreau du Québec et devient boursière Boulton Senior à la Faculté de droit le L'université McGill. Elle est officière de l'ordre du Canada depuis 2015,.

## Publication
- La transformation de notre rapport au droit par la médiation judiciaire sur Google Livres

## Décoration
- Officière de l'Ordre national du Québec (2003)